# سفارة فيتنام في مصر
سفارة فيتنام لدى مصر هي الممثلية الدبلوماسية العليا لدولة فيتنام لدى جمهورية مصر العربية.

## السفارة
47 شارع أحمد حشمت، محمد مظهر، الزمالك، محافظة القاهرة ·

## اقرأ أيضا
- قائمة البعثات الدبلوماسية في مصر